# Temporada 2025 de la GR Cup Spain
La Temporada 2025 de la GR Cup Spain es la segunda temporada en los circuitos de este campeonato que se disputa con el Toyota GR 86, bajo la organización del MSi Spain y el apoyo de Toyota España. Esta temporada el coche sufre una ligera mejora técnica, al introducir una caja de cambio Drenth de tipo secuencial y relaciones más cortas, sustituyendo al cambio manual que dio problemas de fiabilidad la temporada anterior, y una nueva electrónica Motec de competición, sustituyendo a la de serie.

## Novedades del campeonato
- Las sesiones de entrenamientos libres aumentan de 20 a 30 minutos. Las sesiones de Calificación aumentan de 15 a 20.
- En caso de que el piloto invitado termine en posición de podio, se celebrarán dos ceremonias de podios diferentes, una con él, y la otra sin.
- Esta vez si se especifica correctamente en el reglamento, que una no participación en una ronda, no contará como resultado a descontar de la retención.
- Se establece un trofeo al mejor equipo, que será el sumatorio de la puntuación al final de temporada de sus dos mejores pilotos, sin descontar resultados.

## Escuderías y pilotos
| Escudería                        | N.º | Piloto               | Rondas |
| -------------------------------- | --- | -------------------- | ------ |
| RX ProRacing                     | 2   | Sandro Pérez         | 1-3    |
| RX ProRacing                     | 19  | Toño Gómez           | 1-3    |
| RX ProRacing                     | 21  | Daniel Losada        | 1-3    |
| RX ProRacing                     | 28  | Lourenço Monteiro    | 1      |
| RX ProRacing                     | 28  | Beitske Visser       | 2      |
| RX ProRacing                     | 28  | Jose María Marreiros | 3      |
| RX ProRacing                     | 40  | Marco Aguilera       | 1-3    |
| RX ProRacing                     | 48  | Beitske Visser       | 1      |
| RX ProRacing                     | 48  | Shayur Harpal        | 2-3    |
| Escuela Vasca de Conducción      | 3   | Jonathan Gómez       | 2-3    |
| Escuela Vasca de Conducción      | 32  | Óscar Abajo          | 2      |
| Escuela Vasca de Conducción      | 33  | Oscar Gómez          | 1-3    |
| Escuela Vasca de Conducción      | 33  | Jonathan Gómez       | 1      |
| Escuela Vasca de Conducción      | 52  | Alejandro Sánchez    | 1-3    |
| Escuela Vasca de Conducción      | 61  | Julián Oláiz         | 1      |
| Eficar Team                      | 8   | Joan Vinyes III      | 1-3    |
| Eficar Team                      | 13  | Joan Vinyes          | 3      |
| Eficar Team                      | 15  | Daniel Casas         | 1-3    |
| Eficar Team                      | 31  | Marcos de Diego      | 1-3    |
| Aviastec Racing                  | 14  | Nacho Rodríguez      | 1-3    |
| Me-Pre                           | 23  | Tony Albacete        | 1-3    |
| Me-Pre                           | 45  | Himar Acosta         | 1-3    |
| Recuperaciones Casal Competición | 70  | Santi Castilla       | 1-3    |
| Chefo Sport                      | 71  | Tomás Pregliasco     | 1-3    |
| Pilotos invitados                |     |                      |        |
| Eficar Team - TGR España         | 86  | Jesús Moreno         | 1      |
| Eficar Team - TGR España         | 86  | Alejandro Cachón     | 2      |
| Eficar Team - TGR España         | 86  | Héctor Ares          | 4      |
| Eficar Team - TGR España         | 86  | Albert Fàbrega       | 6      |

## Calendario[8]
| Ronda | Ronda | Circuito               | Fecha            | Acompaña a     |
| ----- | ----- | ---------------------- | ---------------- | -------------- |
| 1     | C1    | Motorland Aragón       | 29 de marzo      | Racing Weekend |
| 1     | C2    | Motorland Aragón       | 30 de marzo      | Racing Weekend |
| 2     | C1    | Circuito de Navarra    | 3 de mayo        | Racing Weekend |
| 2     | C2    | Circuito de Navarra    | 4 de mayo        | Racing Weekend |
| 2     | C1    | Autódromo de Portimao  | 7 de junio       | Racing Weekend |
| 2     | C2    | Autódromo de Portimao  | 8 de junio       | Racing Weekend |
| 4     | C1    | Circuito de Jerez      | 20 de septiembre | Racing Weekend |
| 4     | C2    | Circuito de Jerez      | 21 de septiembre | Racing Weekend |
| 5     | C1    | Circuito Ricardo Tormo | 19 de octubre    | Racing Weekend |
| 5     | C2    | Circuito Ricardo Tormo | 20 de octubre    | Racing Weekend |
| 6     | C1    | Circuit de Cataluña    | 15 de noviembre  | Racing Weekend |
| 6     | C2    | Circuit de Cataluña    | 16 de noviembre  | Racing Weekend |

## Resultados
- Sistema de puntuación:

| Posición | 1º | 2º | 3º | 4º | 5º | 6º | 7º | 8º | 9º | 10º | 11º | 12º | 13º | 14º | 15º | VR |
| -------- | -- | -- | -- | -- | -- | -- | -- | -- | -- | --- | --- | --- | --- | --- | --- | -- |
| Puntos   | 24 | 22 | 20 | 18 | 16 | 14 | 12 | 10 | 8  | 6   | 5   | 4   | 3   | 2   | 1   | 1  |

Sistema de retención: Se descuentan los dos peores resultados de la temporada. El no participar en alguna ronda no contará como resultado a descontar.

### Campeonato de pilotos
| 1                                                       | Marco Aguilera    | 7   | 8   | 5   | 2   | 3   | 2   |     |     |     |     |     |     |           | 106 |
| 2                                                       | Daniel Losada     | 1   | 4   | 1   | 8   | 1   | 15† |     |     |     |     |     |     |           | 105 |
| 3                                                       | Marcos de Diego   | 3   | 2   | 11  | 4   | 5   | 5   |     |     |     |     |     |     |           | 101 |
| 4                                                       | Nacho Rodríguez   | 6   | 5   | 7   | 5   | 4   | 4   |     |     |     |     |     |     |           | 98  |
| 5                                                       | Sandro Pérez      | 10  | 14  | 6   | 6   | 7   | 1   |     |     |     |     |     |     |           | 77  |
| 6                                                       | Tony Albacete     | 9   | 1   | 10  | 10  | 2   | 11  |     |     |     |     |     |     |           | 76  |
| 7                                                       | Beitske Visser    | 4   | 3   | 2   | 9   |     |     |     |     |     |     |     |     |           | 70  |
| 8                                                       | Oscar Gómez       |     | 7   | Ret | 3   | 10  | 7   |     |     |     |     |     |     |           | 52  |
| 9                                                       | Himar Acosta      | 11  | 6   | 8   | 7   | Ret | Ret |     |     |     |     |     |     |           | 45  |
| 10                                                      | Tomás Pregliasco  | 2   | 9   | DSQ | 13  | 15  | 12  |     |     |     |     |     |     |           | 40  |
| 11                                                      | Daniel Casas      | Ret | 10  | 12  | 15  | 8   | 6   |     |     |     |     |     |     |           | 37  |
| 12                                                      | Toño Gómez        | 15  | 11  | 4   | 14  | 12  | 16† |     |     |     |     |     |     |           | 34  |
| 13                                                      | Joan Vinyes III   | 13  | 13  | 14  | 19† | 11  | 9   |     |     |     |     |     |     |           | 23  |
| 14                                                      | Shayur Harpal     |     |     | 13  | 18† | 9   | 8   |     |     |     |     |     |     |           | 22  |
| 15                                                      | Santi Castilla    | Ret | 16† | 9   | 11  | 16  | 13  |     |     |     |     |     |     |           | 19  |
| 16                                                      | Jonathan Gómez    | 8   |     | 15  | 12  | Ret | DNS |     |     |     |     |     |     |           | 17  |
| 17                                                      | Alejandro Sánchez | 14  | 15  | 17  | 16  | 14  | 14  |     |     |     |     |     |     |           | 9   |
| Pilotos no aptos para puntuar por solo correr una ronda |                   |     |     |     |     |     |     |     |     |     |     |     |     |           |     |
|                                                         | José Marreiros    |     |     |     |     | 6   | 3   |     |     |     |     |     |     | (34)      |     |
|                                                         | Joan Vinyes       |     |     |     |     | 13  | 10  |     |     |     |     |     |     | (23)      |     |
|                                                         | Lourenço Monteiro | 5   | 12  |     |     |     |     |     |     |     |     |     |     | (20)      |     |
|                                                         | Oscar Abajo       |     |     | 16  | 17  |     |     |     |     |     |     |     |     | (1)       |     |
|                                                         | Julián Oláiz      | 16† | WD  |     |     |     |     |     |     |     |     |     |     | (1)       |     |
| Pilotos invitados no aptos para puntuar ni bloquear     |                   |     |     |     |     |     |     |     |     |     |     |     |     |           |     |
|                                                         | Alejandro Cachón  |     |     | 3   | 1   |     |     |     |     |     |     |     |     |           |     |
|                                                         | Jesús Moreno      | 12  | Ret |     |     |     |     |     |     |     |     |     |     |           |     |
| Pos                                                     | Piloto            | MOT | MOT | NAV | NAV | POR | POR | JER | JER | CRT | CRT | CAT | CAT | Retención | Pts |

| Leyenda: | 1.º | 2.º | 3.º | Pts | SP | NC | Ret | DNQ | DSQ | DNS | PO | WD | C |  | DNP | INJ | EX |  | Neg | Cur | † |

### Trofeo de equipos
| Pos | Escudería                        | MOT | MOT | NAV | NAV | POR | POR | JER | JER | CRT | CRT | CAT | CAT | Pts |
| --- | -------------------------------- | --- | --- | --- | --- | --- | --- | --- | --- | --- | --- | --- | --- | --- |
| 1   | RX ProRacing                     | 7   | 8   | 5   | 2   | 3   | 2   |     |     |     |     |     |     | 211 |
| 1   | RX ProRacing                     | 1   | 4   | 1   | 8   | 1   | 15† |     |     |     |     |     |     | 211 |
| 2   | Eficar Team                      | 3   | 2   | 11  | 4   | 5   | 5   |     |     |     |     |     |     | 138 |
| 2   | Eficar Team                      | Ret | 10  | 12  | 15  | 8   | 6   |     |     |     |     |     |     | 138 |
| 3   | Me-Pre                           | 9   | 1   | 10  | 10  | 2   | 11  |     |     |     |     |     |     | 121 |
| 3   | Me-Pre                           | 11  | 6   | 8   | 7   | Ret | Ret |     |     |     |     |     |     | 121 |
| 4   | Aviastec Racing                  | 6   | 5   | 7   | 5   | 4   | 4   |     |     |     |     |     |     | 98  |
| 5   | Escuela Vasca de Conducción      |     | 7   | Ret | 3   | 10  | 7   |     |     |     |     |     |     | 80  |
| 5   | Escuela Vasca de Conducción      | 8   |     | 15  | 12  | Ret | DNS |     |     |     |     |     |     | 80  |
| 6   | Chefo Sport                      | 2   | 9   | DSQ | 13  | 15  | 12  |     |     |     |     |     |     | 40  |
| 7   | Recuperaciones Casal Competición | Ret | 16† | 9   | 11  | 16  | 13  |     |     |     |     |     |     | 19  |